# Grabów
Grabów è un comune rurale polacco del distretto di Łęczyca, nel voivodato di Łódź.
Ricopre una superficie di 154,84 km² e nel 2004 contava 6 555 abitanti.